# Polana, Hoče - Slivnica
Polana je naselje v Občini Hoče - Slivnica.